# Bres
En la mitologia irlandesa, Bres (o Bress) era un rei dels Tuatha Dé Danann. Sovint se'l fa referència amb el nom d' Eochaid / Eochu Bres. Era un rei impopular i va afavorir els seus parents fomorians.

## Nom
Eochu Bres s'ha traduït com "bell genet". Els escribes que van escriure el text del Cath Maige Tuired registren Bres com a "bell", però, això pot ser una etimologia falsa. El significat original de Bres pot haver derivat d'una arrel que significa "lluita", "cop", "esforç", "enrenou" o "dins".

## Descripció
A Lebor Gabála i Cath Maige Tuired, Bres es presenta com a bonic a la vista, però dur i inhòspit. Tanmateix, el poema Carn Hui Neit dels dindsenchas elogia el caràcter "amable" i "noble" de Bres i l'anomena "la flor" dels Tuatha Dé Danann. Allà, es proporcionen les següents descripcions afalagadores per a Bres:
- dotat d'excel·lències
- mestre dels encanteris d'amor
- amablement amic
- noble i afortunat
- ornament de l'amfitrió
- amb un rostre mai lamentable
- flor del Tuatha De
- calent de valor
- rei assistit amb llança

## Família
A Cath Maige Tuired els pares de Bres eren el príncep Elatha dels Fomorians i Eri dels Tuatha Dé Danann. Alternativament a The Fate of the Children of Turenn, el pare de Bres és Balor del mal d'ull. Va créixer tan ràpidament que als set anys ja tenia la mida d'un nen de 14 anys. La seva dona era Brigit, filla dels Dagda, i el seu fill era Ruadan, que va ser assassinat per Goibniu.

## Mitologia irlandesa
A la Primera Batalla de Magh Tuiredh, el rei Nuada dels Tuatha Dé Danann va perdre la mà; com que era imperfecte, no podia ser rei. Amb l'esperança de conciliar les relacions entre els Fomorans i els Tuatha Dé Danann, Bres va ser nomenat rei i Brigid dels Tuatha de Danann es va casar amb ell, donant-li un fill, Ruadan, que més tard seria assassinat mentre intentava assassinar Goibniu.
Bres va fer que els Tuatha Dé Danann rendessin tribut als fomorians i treballessin com a esclaus: Ogma es va veure obligat a portar llenya i els Dagda van haver de cavar trinxeres al voltant dels forts. Va negligir els seus deures d'hospitalitat: els Tuatha Dé es van queixar que després de visitar casa seva els seus ganivets mai van ser untats i els seus alès no feien olor de cervesa. Cairbre, poeta dels Tuatha Dé, va compondre un poema mordaç contra ell, que va ser la primera sàtira d'Irlanda, i tot va sortir malament per a Bres després d'això.
Després que Bres hagués governat durant set anys, Nuada va fer substituir la seva mà, que abans havia estat substituïda per una de plata per Dian Cecht i Creidhne, per una de carn i ossos pel fill de Dian Cecht, Miach, amb l'ajuda de la seva germana Airmed; després de l'èxit de la substitució, Nuada va tornar a la reialesa i Bres va ser exiliat. Va anar al seu pare per demanar ajuda per recuperar el seu tron, però Elatha no el va ajudar a guanyar per mitjans dolents allò que no havia pogut mantenir: "No tens dret a aconseguir-ho per la injustícia quan no pots mantenir-ho per la justícia". Bres va ser guiat pel seu pare a Balor, un altre líder dels Fomoriens, per l'ajuda que va sol·licitar.
Va liderar els fomorians a la segona batalla de Magh Tuireadh però va perdre. Va ser trobat desprotegit al camp de batalla per Lugh i va suplicar per la seva vida. Lugh el va salvar perquè va prometre ensenyar l'agricultura als Tuatha Dé.
En un relat contradictori dels dindsenchas, es descriu la mort de Bres a mans de Lugh. Lugh va fer 300 vaques de fusta i les va omplir d'un líquid vermell amarg i verinós que després va "muntar" en cubs i va oferir a Bres per beure. Bres, que tenia l'obligació de no rebutjar l'hospitalitat, s'ho va beure sense tremolar, i el va matar. El Lebor Gabála esmenta breument aquest incident, però el líquid mortal s'identifica com a aigües residuals.